# Lola (futebolista)
Raimundo José Correa mais conhecido como Lola (Iguatama, 2 de janeiro de 1950), é um professor e ex-futebolista brasileiro.
Tornou-se conhecido no Atlético Mineiro, onde jogou como meia-direita entre 1967 e 1973. Lola foi o autor do milésimo gol feito no Estádio Mineirão.
Atualmente se divide entre a atividade de professor universitário e "olheiro" de talentos para o Galo, seu clube do coração. Além disso, fez parte da equipe campeã brasileira em 1971.
Casado com Maria Cristina de Souza Correa, Lôla possui três filhos - Daniela, Lorena e Raimundo - e cinco netos - Fernando, Marcelo, Bonnie, Lara e Miguel. Há vinte e um anos, ele mora com a mulher num sítio em Ribeirão Preto.

## Carreira futebolística
Iniciou sua carreira no quadro juvenil do Atlético em 1966, levado pelo porteiro do Brasil Palace Hotel, Tonhão. Foi bicampeão juvenil em 1969–70. No campeonato mineiro de 1970, iniciou atuando como titular mas foi logo afastado. Fraturou a perna no jogo contra o Santos, no dia 5 de setembro de 1971, no Mineirão, quando se encontrava em excelente forma profissional. Retornou apenas no último jogo contra o Botafogo RJ, no Maracanã, dia 19 de dezembro, sendo ainda assim, campeão brasileiro daquele ano.
Após ajudar a construir umas das páginas mais bonitas da história alvinegra, Lôla passou por alguns outros clubes nacionais e chegou ao México, em 1974. Lá jogou no América e no Monterrey do México, sagrando-se campeão nacional em 1975. Por sua habilidade e seus belos gols, foi apelidado pela torcida mexicana de "El Torero"(toureiro). 

## Títulos
Atlético Mineiro
- Campeonato Mineiro: 1970
- Campeonato Brasileiro: 1971[2]
- Taça Belo Horizonte: 1971
- Taça Belo Horizonte: 1972

Tigres UANL
- Copa México: 1975–76

### Olheiro
Lola trabalha desde 2004 como "olheiro" do time que o revelou. O ex-meia observa jogadores para o Galo no interior de São Paulo. Algumas de suas indicações já surtiram efeito e são realidades no clube. 
Entre eles estão o zagueiro Lima,o atacante Éder Luís, o volante Zé Antônio, que chegou ao time principal do Galo no final de 2004 e o goleiro Diego Alves.

## Professor
Formado em Educação Física pela Universidade de Araras, no interior de São Paulo, em 1989, Lola se dedica à carreira de professor no Centro Universitário Barão de Mauá, em Ribeirão Preto, há 18 anos. Realizado na profissão que optou após deixar os gramados, o ex-jogador carrega ainda a paixão pelo futebol.